# Jeff Massey
Jeff Massey (ur. 10 lipca 1973 w Elkhart) – amerykański koszykarz oraz trener koszykarski, mistrz Polski z 1997 roku.
Uczęszczał do szkoły średniej Concord High School. W 1990 roku poprowadził swoją drużynę – Minutemen do finałów stanowych IHSAA oraz rekordowego wyniku 28-1. Rok później jego zespół uzyskał rezultat 25-3, docierając do półfinałów stanowych. W tym czasie był zaliczany do składów Indiana All-Star oraz All-State 2nd Team. Po latach został zaliczony do Galerii Sław Sportu Elkhart County (Elkhart County Sports Hall Of Fame).
Po zdaniu matury w 1991 roku rozpoczął naukę oraz występy na Owens Community College. Poprowadził swoją drużynę dwukrotnie do mistrzostwa kraju NJCAA DII, zdobywając w międzyczasie po dwukrotnie statuetki MVP sezonu oraz turnieju finałowego, jako jedyny zawodnik w historii rozgrywek National Junior College Athletic Association. Opuszczał uczelnię jako jej lider wszech czasów w zdobytych punktach, który uplasował się na dziewiątym miejscu w tej kategorii, w całej historii rozgrywek NJCAA.
Kolejne dwa lata (1993–1995) spędził na uczelni Xavier. W tym czasie Musketeers uzyskali bilans 45-13. W 1994 roku notował średnio 12,7 punktu i 2,1 zbiórki, prowadząc swój zespół do III rundy turnieju NIT. Rok później poprowadził Xavier do udziału w turnieju NCAA. Był wtedy liderem zespołu w zdobywanych punktach (18,9 pkt), przechwytach, blokach oraz skuteczności rzutów wolnych.
W 1995 roku został wybrany w drafcie do ligi CBA z numerem 30 przez zespół Connecticut Pride.
Po ukończeniu uczelni wyjechał ze Stanów, aby rozpocząć zawodową karierę. Bardzo szybko powrócił do kraju, ze względu na problemy zdrowotne. Z tego powodu zawiesił swoje występy wiosną 1996 roku. Powodem dolegliwości był niedobór witaminy C, co powodowało skrzepy za prawym kolanem. Rozgrywki 1996/97 rozpoczął w Polsce, w Mazowszance Pekaes Pruszków. W ich trakcie zaliczył występ w meczu gwiazd PLK, wygrywając konkurs wsadów. Sezon zwieńczył tytułem mistrzowskim.
Po opuszczeniu Polski występował przez jakiś czas w lidze IBL, po czym zaliczył epizody w Unii Tarnów oraz kilku klubach francuskiej Pro–A oraz Pro–B. Problemy zdrowotne zadecydowały w rezultacie o przedwczesnym zakończeniu kariery sportowej.
Sezon 2004/05 spędził na stanowisku dyrektora do spraw operacji koszykarskich w swojej byłej uczelni – Owens Community College, w Toledo, po czym rozpoczął karierę trenerską.
Prywatnie jest ojcem trójki dzieci, syna Jonelle’a oraz dwóch córek – Aubrey i Kayli.

## Osiągnięcia
College
- 2-krotny mistrz NJCAA Division II (1992, 1993)[9]
- Zawodnik roku:
  - NJCAA Division II (1992, 1993)[9]
  - All-Region (1992, 1992)[9]
- 2-krotny MVP turnieju NJCAA Division II (1992, 1993)[9]
- Zaliczony do:
  - I składu:
    - NJCAA All-American (1992, 1993)
    - All-Ohio Community College Athletic Conference (1992, 1992)[9]

  - Galerii Sław Sportu NJCAA - NJCAA Hall Of Fame (2014)[9]
- Laureat nagrody – Midwestern Collegiate Conference Newcomer of the Year (1994)[8]
- Uczelnia Owens Community College zastrzegła należący do niego numer 30, jako pierwszy w historii uczelni (1997)[2]

Drużynowe
- Mistrz Polski (1997)[7]

Indywidualne
- Zwycięzca konkursu wsadów podczas meczu gwiazd PLK (1996)[6]
- Uczestnik meczu gwiazd:
  - PLK (1996)[5]
  - Polska – Gwiazdy PLK (1997)[10]
- Lider PLK w asystach (1997)